# 진심이 가득
〈진심이 가득〉(本気がいっぱい)은 1997년 4월 3일에 발매된 V6의 6번째의 싱글이다.

## 해설
- 《MADE IN JAPAN》부터 시작하여 연속으로 다섯 작품이 오리콘 싱글 차트 1위를 획득하였다.

## 수록곡
1. 本気がいっぱい
  - 작사：Lucy E, 작곡：Eddy Blues, 편곡：우에노 케이시
  - 컨테키 프라이드 치킨 〈드림 키즈〉의 TV-CM곡으로 사용되었다.
2. KISS YOU,KISS ME / Coming Century
  - 작사：나가오카 마사노리, 작곡/편곡：호시노 야스시언,
3. 本気がいっぱい(カラオケ)
4. KISS YOU,KISS ME(カラオケ)